# Apogon kallopterus
Apogon kallopterus es una especie de pez de la familia de los apogónidos en el orden de los perciformes.

## Morfología
Los machos pueden llegar a alcanzar los 15 cm de longitud total.

## Distribución geográfica
Se encuentran desde el Mar Rojo hasta Sudáfrica, las Islas Marquesas, el sur del Japón, las Islas Hawái, Nueva Zelanda y la Isla de Pascua.